# Rodrigo de Vera y Aragón y Godínez
Rodrigo de Vera y Aragón y Godínez fue un noble español.

## Orígenes familiares
Nacido en Llerena, en Extremadura, era hijo de Alonso García de Vera y Aragón y Pacheco (Badajoz, c. 1425-?), que "alcanzó los tiempos del rey Enrique IV de Castilla", según Blas de Salazar, donde casó primera vez con Leonor Rodríguez de Morales, de la familia Morales de los Doce Linajes de Soria según Blas de Salazar y Carlos Luque Colombres, y segunda vez con Beatriz Godínez, su madre, hija o nieta del señor de Tamame, ambos sepultados en Llerena, de acuerdo con la habilitación a caballero de hábito de la Orden de Santiago de su nieto de 1572. 
De acuerdo con Blas de Salazar y Alonso López de Haro, su padre fue hijo segundo, entre otros, de Rodrigo de Vera y Aragón y Padilla, I señor de Hinojosa, y de su esposa, casados en Llerena, Leonor Pacheco.

## Biografía
Participó en varias batallas como la batalla de La Albuera de la guerra de sucesión castellana el 24 de febrero de 1479 junto con su tío segundo Diego de Vera, comendador de Calzadilla en la Orden de Santiago, en la toma de la ciudad de Alhama de Granada del ejército del rey Fernando V de Castilla el 30 de abril de 1482, entró en Granada el 2 de enero de 1492, al final de la guerra de Granada, y sirvió como escudero de Alonso de Cárdenas, maestre de la Orden de Santiago, que también nombró al Diego de Vera arriba comendador de Calzadilla.

## Matrimonio y descendencia
Casó en Llerena con Juana Tinoco con quien tuvo a: 
- Alonso de Vera y Aragón y Tinoco, fue un capitán de frontera en la guerra contra los moros, originario de la villa de Llerena, en Extremadura, que se había establecido en la de Estepa, en Andalucía, donde ejerció los cargos de capitán, alcalde y contador del comendador de Estepa en la Orden de Santiago. Casó allí alrededor de 1516 con Luisa de Torres y Martínez Cano, hija de Pero Díaz de Torres, también nacido en Estepa, y de su esposa Antonia Martínez Cano,[b] con la que tuvo siete hijos e hijas, de los cuales tres asistieron a la conquista de las Indias Occidentales, los cuales fueron: 
  - Rodrigo de Vera, padre de Alonso de Vera y Aragón y Calderón, apodado "el Cara de Perro" por su mal gesto.
  - Pedro Díaz de Torres, padre de Alonso de Vera y Aragón, apodado "el Tupí" por su piel morena.
  - Juan de Torres de Vera y Aragón, padre de Gabriel de Vera y Aragón y casado con Juana Ortiz de Zárate y Yupanqui, con quien tuvo a Juan Alonso de Vera y Zárate
  - Francisco de Vera y Aragón y Torres
  - Carlos de Vera y Aragón y Torres, familiar del Santo Oficio de la Inquisición de Córdoba, casado en primeras nupcias con María de Hoces, de quién tuvo a Alonso de Vera y Aragón y Hoces.[1]